# Доброта (благотворительный фонд)

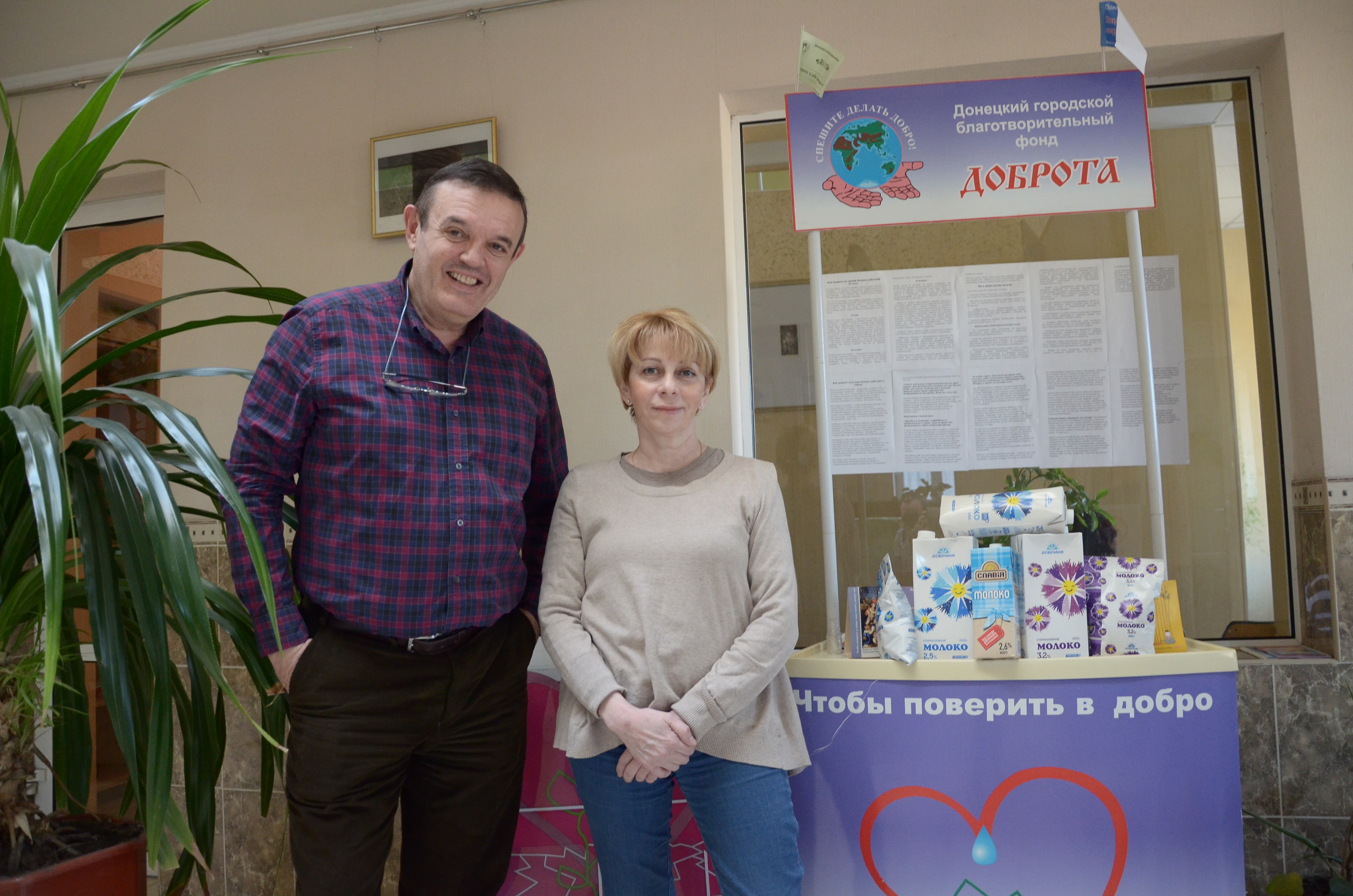
Директор донецкого благотворительного фонда «Доброта» Яков Фридрихович Рогалин и Елизавета Петровна Глинка

Донецкий городской благотворительный фонд «Доброта» — общественная организация из Донецка

## История
Фонд был создан по инициативе группы медработников г. Донецка, зарегистрирован распоряжением Донецкого городского Головы № 158 от 6 февраля 1998 года и перерегистрирован Управлением юстиции 20 августа 1998 года как негосударственная неприбыльная организация. 18 февраля 1998 года фонд включен в перечень неприбыльных организаций в Калининском районе г. Донецка.
За время работы фонду удалось привлечь в качестве благотворителей более 4 тысяч доноров-корпораций, 2,5 тысяч семей и граждан, 500 трудовых коллективов, 118 СМИ, 83 общественных организаций, 32 профессиональных и творческих союзов, 27 вузов, 23 религиозных конфессий. На эти средства была оказана помощь более чем 85 больницам, санаториям, домам ребёнка, 56 интернатам, приютам и территориальным центрам социального обслуживания, 20 учреждениям пенитенциарной системы, 156 общественным организациям, свыше 3 тысячам отдельных семей.
Во время вооруженного конфликта на востоке Украины 2014—2015 годов фонд «Доброта» стал одной из немногих благотворительных организаций в Донецке, которые остались работать в городе.

## Руководство
Фондом с момента основания руководи Яков Фридрихович Рогалин кандидат медицинских наук, хирург-проктолог высшей категории, вице-президент PR-Лиги Украины, чартерный президент Донецкого Ротари клуба, учредитель ряда коммерческих структур.

## Миссия и задачи
Миссия фонда — борьба с бедностью путём возрождения цивилизованной общественной благотворительности и развития социального партнёрства в Донецке.
Задачи фонда:
- изучение истории и современных достижений филантропии в Донецке, на Украине, в ближнем и дальнем Зарубежье;
- мониторинг социальных проблем и социальный маркетинг в г. Донецке;
- популяризация, инициация, координация и консолидация филантропической деятельности в Донецке;
- рациональная организация и предоставление эффективной благотворительной материальной помощи учреждениям здравоохранения, образования, социальной защиты и пенитенциарной системы, а также непосредственно наиболее нуждающимся слоям населения в г. Донецке;
- предоставление консультативных, образовательных информационных и коммуникативных услуг.

## Награды фонда

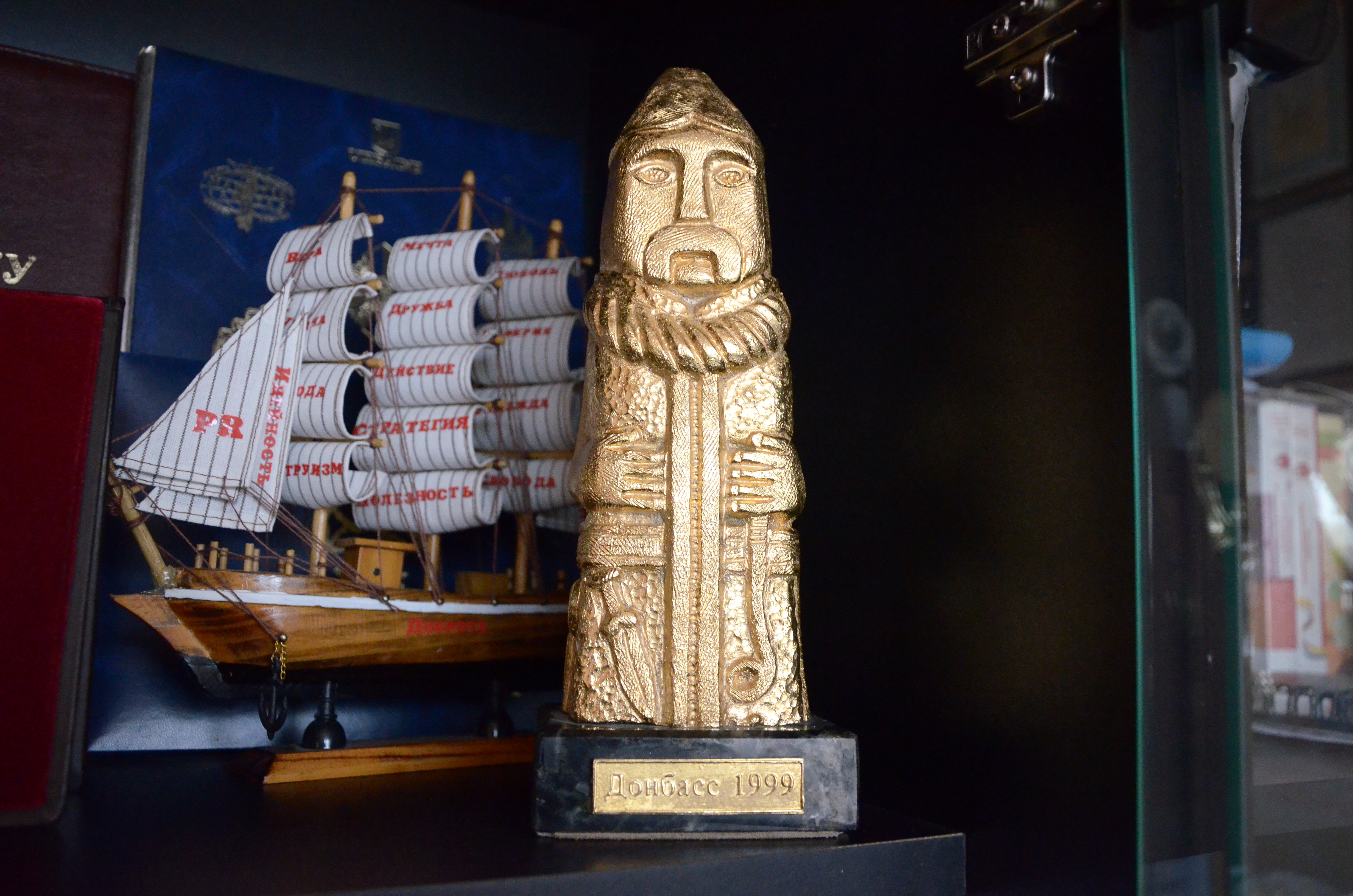
Награда международного фестиваля «Золотой Скиф», получена Донецким городским благотворительным фондом «Доброта» в 1999 году. Копия скульптуры скифского воина в полном боевом облачении VI в. до н. э. найденной в селе Ольховчин Шахтёрского района Донецкой области

Начиная с 1999 года фонд становился победителем, лауреатом и дипломантом различных всеукраинских, а также международных конкурсов, фестивалей и рейтингов.
- 1999 — победитель международного фестиваля «Золотой Скиф» в номинации «За благотворительную деятельность»[3]
- 2002 — директор фонда Я. Ф. Рогалин был награждён орденом Святого Дмитрия Солунского[1]. Деятельность Фонда благословил митрополит Киевский и всея Украины Блаженнейший Владимир.[4]
- 2002 — лучший фандрайзер мира (Амстердам)[1]
- 2005 — лучший фонд Восточной и Центральной Европы (Будапешт)[1]
- 2011 — победитель национального конкурса «Корпоративное волонтерство в Украине — 2011» в категории «Партнёрская программа компании и общественной организации»[5][1]
- 2013 — победитель регионального конкурса «Золотой Меркурий-2014» в номинации «За благотворительную деятельность»[6]
- 2015 — победитель третьего национального конкурса «Благотворительная Украина» в номинации «Благотворитель — региональный благотворительный фонд»[7]